# Veyrac
Veyrac é uma comuna francesa na região administrativa da Nova Aquitânia, no departamento de Alto Vienne. Estende-se por uma área de 33,70 km². Em 2010 a comuna tinha 2 127 habitantes (densidade: 63,1 hab./km²).